# Arys'
L'Arys’ (in russo Ары́с o Ары́сь) è un affluente di destra del Syr Darya che scorre attraverso la regione kazaka di Turkistan.
Nasce sul Talas Alataū. Da lì scorre in direzione prevalentemente occidentale attraverso una pianura desertica compresa tra i monti Karatau a nord e Talasskii Alatau a sud. Riceve gli affluenti Aksu, Mashat e Badam da sinistra e Boraldai da destra. Nell'omonima città di Arys, svolta a nord-ovest e, dopo un percorso di 378 km, si getta da destra nel Syr Darya. Drena un'area di 14.900 km². Ad Arys, il fiume ha una portata media di 46,6 m³/s. La portata è massima ad aprile e minima in agosto. Parte dell'acqua dell'Arys' viene utilizzata per l'irrigazione.